# Jazz w Muzeum
Jazz w Muzeum – cykl koncertów jazzowych odbywających się w Ostrowie Wielkopolskim, a których dopełnieniem był do 2015 roku coroczny Muzeum Jazz Festiwal w ostatniej dekadzie kwietnia.
Pierwszy z koncertów serii Jazz w Muzeum odbył się 28 kwietnia 1994. Inicjatywa została podjęta z okazji 25 rocznicy śmierci blisko związanego z Ostrowem Krzysztofa Komedy. Od 1996 towarzyszy im, będący dopełnieniem Jazzu w Muzeum, Muzeum Jazz Festiwal (pierwszy 26–28 kwietnia 1996). 
Inicjatorem i organizatorem Jazzu w Muzeum jest Jerzy Wojciechowski. Miejscem koncertów Jazz w Muzeum było Muzeum Miasta Ostrowa Wielkopolskiego, od 2005 kino „Komeda”, a od 2021 Ostrowskie Centrum Kultury.
Jazz w Muzeum i Muzeum Jazz Festiwal gościły m.in. z wykonawców polskich: Jazz Band Ball Orchestrę, Tomasza Stańkę, Macieja Sikałę, Grażynę Auguścik, Andrzeja Jagodzińskiego, Zbigniewa Namysłowskiego, Jana Ptaszyna Wróblewskiego, Jarosława Śmietanę, Henryka Miśkiewicza, Annę Marię Jopek, Janusza Szroma a z wykonawców zagranicznych: Randy’ego Breckera, Ala Fostera, Michaela Hilla, Gary’ego Bartza, Janice Harrington, Deana Browna, Susan Weinert, Billy’ego Harpera, The Holmes Brothers, Ala di Meolę, Richarda Bonę.